# بهمن صالح‌نیا
بهمن صالح‌نیا (۲۰ اسفند ۱۳۱۷ – ۱۰ اردیبهشت ۱۴۰۴) بازیکن و مربی فوتبال ایران بود.  صالح نیا ملقب به صیاد جام حذفی بنیان گذار باشگاه فوتبال ملوان بندر انزلی سالها سرمربی این تیم بود و موفق به کسب ۱۴ جام رسمی (استانی ، کشوری) در تاریخ فوتبال ملوان شد.

## زندگی‌نامه
بهمن صالح‌نیا در ۲۰ اسفند ۱۳۱۷ در محله سامانسر شهر بندر انزلی به دنیا آمد. او از عوامل اصلی تأسیس باشگاه ملوان بندر انزلی بود و در سال ۱۳۴۸ نقش اساسی در تأسیس این باشگاه ایفا کرد. از این رو وی لقب پدر ملوان را نیز یدک می‌کشد.

## پدر فوتبال ملوان
در سال ۱۳۴۸ بهمن صالح نیا دبیر ورزش مدارس شهر بندر انزلی عده‌ای جوان را به دور خود جمع کرد و پایه‌های تشکیل تیم ملوان بندرانزلی را ریخت. مدتی بعد نیروی دریای ارتش این تیم را تحت پوشش خود گرفت. صالح نیا که می‌توان او را بنیان‌گذار ملوان دانست، در سال ۵۲ خودش سکان هدایت تیم ملوان را بر عهده گرفت و تا سال ۷۷ یکسره هدایت این تیم را بر عهده داشت.
آنچه در ادامه این نوشتار آمده‌است برگرفته از خاطرات بهمن صالح نیا است که از زبان خودش ارائه گردیده است:

### تأسیس ملوان از زبان بهمن صالح نیا
من عضو تیم آموزشگاهی بندر انزلی بودم که مربیگری آن بر عهده جبار صمدی بود. تیم ما پس از قهرمانی در استان به عنوان نماینده استان گیلان راهی مسابقات قهرمانی کشور در تبریز شد، مسابقاتی که باعث آشنایی من با  دهداری کاپیتان مسجد سلیمان و همچنین پذیرفته شدن من در دانشسرا به توصیه  آزاد سرپرست تیم دانشسرا شد. صالح نیا بعد از اتمام دانشسرا به انزلی آمد و معلم همکلاسی‌ها وهم مدرسه ای‌های سابقش شد. وی به عنوان جوان‌ترین عضو تیم منتخب انزلی کمک مربی تیم هم بود. آن زمان هم مسابقات بین شهری به خصوص با تیم رشت در میان انزلی چی‌ها از اهمیت خاصی برخوردار بود. در محل کنونی آپارتمان‌های ارتش در میان پشته، زمین فوتبال بسیار عالی وجود داشت در کنار این زمین دو درخت توت بزرگ بود که از آن‌ها به عنوان رختکن استفاده می‌کردیم، چاه آبی هم در آنجا وجود داشت که بعد از بازی با سطل از آن آب می‌کشیدیم وبا آن دوش می‌گرفتیم، توی همین زمین با خیلی از تیم‌ها بازی کردیم ازجمله رشت که در یک بازی با نتیجه ۱۱ بر ۱ آن‌ها را شکست دادیم که هفت گل آن را برادرم جواد به ثمر رساند.

### سال ۱۳۴۸
سال ۱۳۴۸ سال مهمی برای فوتبال انزلی بود: قهرمانی تیم آموزشگاه‌های انزلی در بابل و نائب قهرمانی در مشهد همچنین وجود استعدادهای بسیار خوب در انزلی این فکر را در من تقویت کرد که برای تشکیل یک تیم فوتبال دست به کار شوم بنابراین با کمک دوستداران فوتبال در انزلی، جناب کریم رستگار که آن موقع سروان نیروی دریایی انزلی بودند و همچنین تیمسار آریانپور فرمانده وقت پایگاه نیروی دریایی انزلی، موفق به دریافت پروانه باشگاه شدیم که به اسم تیم نیروی دریایی انزلی و نه «ملوان» به فعالیت بپردازد.
تیم نیروی دریایی اولین مسابقه را با تیم گیو انزلی برگزار می‌کند که ۲ بر ۱ آن بازی را می‌برد، در آن تیم غفور جهانی، نصرت ایراندوست، سلطانزادی، بهمن صالح نیا و… بازی می‌کردند. تیم نیروی دریایی در اولین مسابقات رسمی اش به قهرمانی استان گیلان می‌رسد و به مرحله اول مسابقات منطقه‌ای کشوری راه میابد.

### صعود به اولین دورهجام تخت جمشید
در ساری تیم‌های ساری، قائم شهر و گارد تهران به مربیگری  دهداری و چند تیم دیگر حضور داشتند که ما دوم شدیم و با تیم گارد به مسابقات اهواز اعزام شدیم آن موقع سفرها مثل حالا نبود، کل تیم را با ۷۲۰۰ تومان سوار اتوبوس ماکروس نیروی دریایی کردیم و باید ده روز را با همین مبلغ سر می‌کردیم! شب‌ها زیر سکوهای ورزشگاه اهواز که به عنوان خوابگاه بود می‌خوابیدیم! صبحانه را خودمان تهیه می‌کردیم به همراه مسئول تدارکاتمان که  شهنواز بود، نهار را هم در یک رستوران معمولی اهواز می‌خوردیم، نکته جالب شام بود که هر کس فقط می‌توانست سه سیخ کباب بخورد نه بیشتر! مسابقات اهواز بود که اسم تیم نیروی دریایی انزلی را در دهان‌ها چرخاند، تیمی که به نظر مطبوعات آن زمان همانند دینامو مسکو بازی می‌کرد. ما واقعاً سبک بازی آن‌ها را بازی می‌کردیم استفاده از تمام نقاط زمین و ارسال توپ‌های بلند و قدرت بدنی فراوان. اما تنها بر اثر یک ضربه کاشته بازی را به جم آبادان واگذار کردیم و سوم شدیم مقامی که با آن نمی‌شد به جام تخت جمشید راه یافت.
بعد از اینکه تیم به بندر انزلی برگشت به تیم نیروی دریایی خبر دادند که می‌تواند در اولین دوره جام تخت جمشید شرکت کند پس حالا باید برای تیم اسم انتخاب می‌شد:
ما سه اسم آرتمیس، ملوان و بایندر را پیشنهاد دادیم که ملوان انتخاب شد.

### فرانک اوفارل
ملوان که بعد از ورودش به جام تخت جمشید همواره روند رو به رشدی را داشت، سه دوره بهترین تیم شهرستانی شد ویک دوره قهرمان جام حذفی، بازیکنان زیادی در سطح بالا به فوتبال کشور و تیم ملی معرفی کرد و بهمن صالح نیا به عنوان مربی به تیم ملی راه یافت:
به ما گفتند فرانک اوفارل به همراه اسکینر آمده‌اند تا تمرین ملوان را ببینند، توی تمرین غفور خیلی آماده بود و تقریبا هر توپی را که گوش‌ها و به خصوص جاوید جهانگیری برایش فرستادند وارد دروازه کرد، بعد از تمرین آن روز غفور جهانی و عزیز اسپندار و جاوید جهانگیری به تیم ملی دعوت شدند ومن هم همکار اوفارل در تیم ملی شدم.

### قهرمان اولین جام حذفی ایران
ملوان در فینال جام حذفی آن سال تراکتورسازی را از پیش روی برداشت و قهرمان ایران شد. اما ششمین دوره جام تخت جمشید به دلیل وقوع انقلاب نیمه تمام ماند. در این سال‌ها ملوان همچنان تمرین می‌کرد و در مسابقاتی که در شهرستان‌های دیگر انجام می‌شد شرکت می‌کرد.

## تیم‌هایی که بهمن صالح نیا مربی آن بوده‌است
- ملوان بندر انزلی
- استقلال شهرداری بندر انزلی
- دستیار فرانک اوفارل در تیم ملی فوتبال ایران

## افتخارات
- قهرمانی با ملوان بندر انزلی در اولین دوره جام حذفی با شکست ۴–۱ تراکتورسازی تبریز[۱]
- قهرمانی در جام حذفی با شکست استقلال در فینال رقابت‌ها در دهه ۶۰[۱]
- قهرمانی در جام حذفی در سال‌های۵۵و۶۵و۶۹[۱]
- نایب قهرمانی در جام حذفی سال‌های۶۶و۶۷و۷۰[۱]
- دستیار پرویز دهداری در تیم ملی فوتبال ایران